# Rúben Lima
Rúben Alexandre Rocha Lima (Lisabon, 3. listopada 1989.), je portugalski nogometaš i bivši portugalski mladi reprezentativac. Trenutačno nastupa za portugalski klub  Estrela Amadora.
U svojoj nogometnoj karijeri je nastupao za Benficu, Aves, Vitóriu Setúbal, Beira-Mar, Hajduk Split i Dinamu. Kasnije prelazi u treći veliki hrvatski klub, Rijeku.  
Lima je postao novi igrač portugalskog prvoligaša União Madeire s kojom je potpisao 2,5-godišnji ugovor u siječnju 2016. godine. U četiri i pol godine u tri hrvatska prvoligaša skupio je svega 63 nastupa, od čega 45 u Hajduku. Lima je tako postao prvi stranac u povijesti 1. HNL-a koji je zaigrao u Hajduku, Dinamu i Rijeci.

## Priznanja
Hajduk Split
- Hrvatski nogometni kup (1): 2012./13.

Dinamo Zagreb
- Prvak Hrvatske (1): 2013./14.

## Vanjske poveznice
- Profil na Transfermarktu
- Profil na Soccerwayu